# K56flex
K56flex は、ロックウェルとルーセントが開発したモデム用チップセットの規格であり、電話回線で 56 kビット/秒のデータ転送能力を発揮する。これは、ロックウェルの K56Plus とルーセントの V.Flex2 を統合したもので、USロボティクスの X2 とは似ているが互換性はない。ロックウェルとルーセントが実装したチップセットも非互換があり、本来のK56flexとは微妙に異なっていた。
このように一時期モデムの規格が乱立したが、最終的にITUによりV.90が標準化された。
56 kビット/秒という転送速度を実現できるのは、交換局間の中継回線がデジタルであることを利用しているためである。